# Ophthalmotilapia
Ophthalmotilapia (Syn.: Ophthalmochromis) ist eine Buntbarschgattung, die im ostafrikanischen Tanganjikasee endemisch vorkommt.

## Merkmale
Ophthalmotilapia-Arten werden 15 bis 20 cm lang und besitzen seitlich abgeflachte, mäßig hochrückige, silbrigweiße, gelbliche, graue, bläuliche, olivgrüne oder blassgrüne Körper. Er kann eine schwache Längs- oder Quermusterung zeigen. Die Augen sind groß. Die Rückenflosse besitzt 12 bis 14 Hartstrahlen, die Afterflosse drei, wie bei den meisten Buntbarschen. Die Zähne sind dreispitzig oder dreispitzige und konische Zähne stehen in den zwei bis fünf Zahnreihen gemischt. An den Kieferseiten kann auch nur eine einzige Reihe konischer Zähne vorhanden sein. Die Gattung zeigt einen auffallenden Sexualdimorphismus. Rücken- und Afterflosse laufen bei den Männchen spitz aus, während sie bei den Weibchen abgerundet sind. Ähnlich wie bei Cunningtonia und Cyathopharynx sind die Bauchflossen der Männchen so stark verlängert, dass sie bis zur Schwanzflosse reichen. Die Enden können spitz zulaufen oder farblich abgesetzte Quasten aufweisen. Die Schwanzflosse ist eingebuchtet.
- Schuppenformel: SL 36-40 oder 62-74.
- Kiemenrechen 17-20.

## Lebensweise
Ophthalmotilapia-Arten leben über felsigen Böden in Tiefen von einem bis 30 Metern und sind Planktonfresser. Sie sind Maulbrüter. Zum Ablaichen bauen die Männchen große Laichkrater entweder direkt auf dem Sandboden oder auf einem niedrigen oder hohen Felsen, der vor Aufschüttung des Sandkraters gesäubert werden kann.

## Arten
Es gibt vier Arten:
- Ophthalmotilapia boops (Boulenger, 1901)
- Ophthalmotilapia heterodonta (Poll & Matthes, 1962)
- Ophthalmotilapia nasuta (Poll & Matthes, 1962)
- Ophthalmotilapia ventralis (Boulenger, 1898)

Es sind zahlreiche Lokalformen bekannt, die sich vor allem farblich unterscheiden und deren systematische Stellung bisher ungeklärt ist.